# 中国地震局科技与国际合作司
中国地震局科技与国际合作司，简称地震局科技与合作司，是中国地震局直接领导的内设职能司。该司负责承担中国地震科技研究发展规划指导及地震外交工作。该机构同时还是中国地震局科学技术委员会的办事机构。

## 历史
1971年8月2日，中华人民共和国国务院决定调整原中国科学院下属的各地震研究部门，组建国家地震局，领导全国地震工作，开展地震观测、预报和科学研究。1994年，国务院办公厅印发国办发〔1994〕47号文件，设立“国家地震局国际合作司”和“国家地震局科技监测司”。由国际合作司负责管理中国地震系统对外交流与合作事宜，并审批中国出境和境外来华地震研究合作项目。另由科技监测司负责管理和指导地震系统科技体制改革，以及全国地震监测信息系统和地震预报管理等工作。
1999年，国务院发布《国务院关于机构设置的通知》，决定将国家地震局改组为“中国地震局”，并决定将两司合并为“中国地震局科技发展司”，另行加挂“国际合作司”牌子，由该司负责拟订地震科技发展和决策、指导地震科技成果开发、承担地震科技国际交流与合作事务。原属科技监测司的监测预报职能划归新设的监测预报司。2003年，根据中央机构编制委员会办公室的批复，中国地震局下设的“人事教育司”与“科技发展司（国际合作司）”两个内设司局合并为“人事教育和科技司（国际合作司）”。2010年，“人事教育和科技司”再次拆分为“人事教育司”和“科学技术司”，中国地震局国际合作司牌子挂在科学技术司下。

## 职能
中国地震局科技与国际合作司包括15项职能，主要涵盖地震科技发展规划与创新、组织地震基础科学研究、地震外事等方面。中国地震局科学技术司（国际合作司）的具体职能如下，

| - 负责制订地震科技发展规划和政策； - 参与地震科技体制改革； - 推进地震科技创新； - 组织开展地震科学研究和科技基础性工作； - 组织管理重点地震科学研究和技术研发项目； - 指导局属国家重点实验室和部门重点实验室建设； - 负责地震科技成果和知识产权的管理； - 负责科技保密工作； | - 协助科技委开展工作，承担科技委办公室日常事务； - 负责联系地震学会； - 归口管理学术期刊； - 归口管理地震科技外事工作； - 负责双边、多边及港澳台的交流与合作； - 负责组织协调国际会议、国际合作项目、智力引进、国（境）外破坏性地震快速反应和境外地震台网建设； - 牵头协调国际救援行动涉外工作。 |

## 业务
在科技发展方面，据该司介绍称，地震系统当前已有至少30项专利，并获得国家科技奖励近60次。该司还同时负责开展了地震科技星火计划，承接了国家重点基础研究发展计划、国家科技支撑计划等国家级计划。2017年，中国地震局在科学技术方面的支出达人民币9.67亿元。
在国际合作方面，中国地震局与全球77个国家、13个国际组织建立合作关系，并与其中40余个国家签订了政府间地震合作协议。同时，中国地震局国际合作司还为印度尼西亚、老挝和巴基斯坦等国援建了40个地震台站。